# Marco Silva
Marco Alexandre Saraiva da Silva (Lisboa, 12 de julho de 1977), mais conhecido apenas como Marco Silva, é um treinador e ex-futebolista português que atuava como defesa. Atualmente comanda o Fulham.

## Carreira

### Jogador
Começou a jogar a nível profissional no Belenenses em 1996 e passou por Atlético Clube de Portugal, Clube Desportivo Trofense, Sporting Clube Campomaiorense, Rio Ave Futebol Clube, Sporting Clube de Braga B, Sport Comércio e Salgueiros e Odivelas Futebol Clube acabando a sua carreira como jogador no Estoril em 2011.

### Treinador

#### Estoril
Iniciou a sua carreira de treinador na época seguinte 2011/12 tornando-se no 1º ano, campeão nacional da 2ª Liga promovendo o Estoril para a 1ª Liga. Na época de promoção 2012/13 alcançou o 5º lugar no campeonato e apuramento para a Liga Europa. No ano seguinte qualificou-se de novo para a Liga Europa, subindo 1 lugar na classificação ficando em 4º lugar no final do campeonato.

#### Sporting
Também treinou o Sporting durante a época 2014/15, ganhando uma Taça de Portugal a 16ª do clube e ficando em 3º lugar no campeonato.

#### Olympiacos
Em 7 de Julho de 2015 assinou um contrato para ser o treinador principal do clube grego Olympiacos. Nessa 1ª época no Campeonato Grego de Futebol de 2015/16 sagrou-se campeão em fevereiro com 22 vitórias à 24ª jornada conquistando o 43º título da história do clube. Na Grécia recebeu a alcunha de "New Special One". Acabou por falhar a conquista da taça da Grécia não conseguindo a "dobradinha". No dia 23 de junho de 2016 abandonou o cargo de treinador do campeão grego. Os media grego argumentam que a rescisão se deve a divergências com a direção do clube no que toca à preparação da época desportiva 2016/2017.

#### Hull City
Em 5 de Janeiro de 2017 assinou contrato para ser o treinador do clube inglês Hull City. Na altura da contratação, o Hull City estava na zona da despromoção da Premier League. Vários comentadores ingleses criticaram a contratação devido à inexperiência a treinar clubes ingleses, considerando irrelevante a sua passagem de sucesso pelo campeonato grego.
Pela sua passagem no Hull City, Marco Silva não comprou jogadores e utilizou o plantel que já existia. Traçou como objectivo a permanência na Premier League. No seu jogo de estreia, contra o Swansea City, venceu por 2-0, quebrando um jejum de 10 jogos sem vitórias. No entanto, apesar das várias tentativas, e de alcance de uma pontuação surpreendente em apenas quatro meses, não conseguiu atingir o objectivo. No dia 25 de maio de 2017, a direcção do clube confirmou a rescisão e a saída do técnico. Em comunicado no site, a direcção disse: "O clube pode anunciar que Marco Silva optou por abandonar a sua posição como treinador principal. A confirmação foi atrasada devido à finalização dos termos da rescisão." A direcção ainda acrescentou "Embora desapontados com a saída de Marco, gostaríamos uma vez mais de deixar registado o nosso apreço pelos seus esforços e da equipa técnica. Apesar de ter estado apenas a comandar por um curto período de tempo, o técnico de 39 anos tornou-se num firme favorito dos fãs e vai para sempre ser recordado pelo seu esforço de manter o nosso estatuto de Premier League". O técnico, no seu Facebook, deixou como mensagem: "Foi uma experiência emocionante, como o nosso staff, jogadores e fãs se juntaram num bravo esforço de se manterem na Premier League, e todos acreditamos que, se tivéssemos começado a nossa jornada mais cedo nesta época, teríamos alcançado o que os fãs merecem verdadeiramente, ver o Hull City manter o seu estatuto de Premier League."  Terminou a mensagem com "Continuarei a ser adepto do clube."
A 25 de Maio de 2017, a imprensa portuguesa e inglesa noticiou que Marco Silva poderia estar a caminho do FCP, o que significaria o seu regresso ao Campeonato português. No entanto também consideraram prováveis como possíveis destinos para o treinador o Crystal Palace, Watford, Southampton e o Leicester City.

#### Watford
Em 27 de Maio de 2017, o Watford confirmou a contratação de Marco Silva por duas temporadas.

#### Everton
Em 5 de dezembro de 2019, um dia após a goleada sofrida pelo Liverpool por 5-2, o Everton opta por sua demissão após resultados ruins e deixar a equipe na zona de rebaixamento.

#### Fullham
No dia 1 de julho de 2021, foi oficializado como novo treinador do Fulham.

## Títulos
Estoril
- Segunda Liga: 2011–12

Sporting
- Taça de Portugal: 2014–15

Olympiacos
- Superliga Grega: 2015–16

Fulham
- EFL Championship: 2021–22[8]

### Prêmios Individuais
- Treinador do Ano da Segunda Liga: 2011–12